# São Miguel (Penela)
São Miguel ist portugiesischer Ort und eine ehemalige Gemeinde.

## Verwaltung
Sante Eufémia war eine Gemeinde (Freguesia) im Kreis (Concelho) von Penela. Am 30. Juni 2011 hatte die Gemeinde 1599 Einwohner auf einer Fläche von 32,8 km².
Folgende Orte und Ortsteile gehörten zur Gemeinde:
| - Além d’ Água - Camarinha - Carregã - Carvalhal - Carvalheira da Boiça - Casalinho - Casal Pinto - Casais do Cabra | - Chainça - Chão de Ourique - Covão - Espinheiro - Ferrarias - Infesto - Melhorado | - Pastor - Penela - Poupa - Póvoa - Santo António - S. Sebastião - S. Simão | - Silveirinha - Taliscas - Tola - Tolica - Torre Chão Pereiro - Torre D. Jerónima - Vale do Espinhal |

Im Zuge der kommunalen Neuordnung Portugals am 29. September 2013 wurde die Gemeinde São Miguel mit Santa Eufémia und Rabaçal zur neuen Gemeinde União das Freguesias de São Miguel, Santa Eufémia e Rabaçal zusammengeschlossen. Sitz der neuen Gemeinde wurde São Miguel.